# Геря Ганна Кіндратівна
Ганна Кіндратівна Геря (?, хутір Омелянівка, тепер Донецької області — ?) — українська радянська діячка, новатор сільськогосподарського виробництва, завідувач свиноферми колгоспу імені Леніна (Ілліча) Красноармійського району Донецької області. Депутат Верховної Ради УРСР 6-го скликання.

## Біографія
Народилася у селянській родині. Трудову діяльність розпочала у сімнадцятирічному віці свинаркою колгоспу імені Леніна Красноармійського району Сталінської (Донецької) області. Закінчила зоотехнічні курси.
З 1950-х років — свинарка, а з початку 1960-х років — завідувач свинарської ферми колгоспу імені Леніна (Ілліча) Красноармійського району Донецької області.
Член КПРС з 1962 року.

## Нагороди
- ордени
- медалі